# Cuieșd (okręg Marusza)
Cuieșd (węg. Mezőkövesd) – wieś w Rumunii, w okręgu Marusza, w gminie Pănet. W 2011 roku liczyła 877 mieszkańców.